# Nagurus verhoeffi
Nagurus verhoeffi är en kräftdjursart som beskrevs av Arcangeli 1952. Nagurus verhoeffi ingår i släktet Nagurus och familjen Trachelipodidae. Inga underarter finns listade i Catalogue of Life.